# شکاف ارگاسم
شکاف ارگاسم (به انگلیسی: Orgasm gap) یا شکاف لذت، یک پدیده اجتماعی است که به نابرابری عمومی بین مردان و زنان دگرجنسگرا از نظر رضایت جنسی- به‌طور خاص، فراوانی نابرابر در رسیدن به ارگاسم در طول برخوردهای جنسی اشاره دارد. در حال حاضر، در تمام جمعیت‌شناسی که مورد مطالعه قرار گرفته‌اند، زنان کمترین تعداد دفعات رسیدن به ارگاسم را در طول برخورد جنسی با مردان گزارش می‌دهند. محققان حدس می‌زنند که عوامل متعددی وجود دارد که ممکن است در شکاف ارگاسم نقش داشته باشد. لوری مینتز، محقق شکاف ارگاسم، استدلال می‌کند که دلیل اصلی این شکل از نابرابری جنسیتی به دلیل «ناآگاهی فرهنگی ما از ویژگی‌های کلیتوریس» است و اینکه «بر اشتباه گذاشتن اندام تناسلی زنان توسط یک قسمت (واژن) که به مردان ارگاسم قابل اعتماد می‌دهد، اما نه زنان، امری عادی است."

## عوامل کمک کننده

### رفتار جنسی و رسیدن به ارگاسم
داده‌های تحقیقات رفتار جنسی نشان می‌دهد تعداد بسیار کمی از زنان (کمتر از ۳۰٪) در طول فعالیت جنسی به ارگاسم می‌رسند، در حالی که مردان (بیش از 90%) معمولاً ارگاسم را تجربه می‌کنند. در طول برخوردهای جنسی، میزان ارگاسم در مردان بسته به گرایش جنسی فرد متفاوت نیست. با این حال، لزبین‌ها یا زنانی که با زنان رابطه جنسی دارند، میزان ارگاسم را نسبت به کسانی که با مردان رابطه جنسی دارند به‌طور قابل‌توجهی (تا ۸۳ درصد) گزارش می‌کنند. این واریانس در بین زنان تحت تأثیر اولویت‌بندی تحریک کلیتورال در طول برخوردهای جنسی زنان است. مشخص شده‌است که برای زنان، تحریک کلیتورال قابل اعتمادترین روش برای رسیدن به ارگاسم است، تقریباً همه زنان برای رسیدن به ارگاسم به نوعی تحریک کلیتورال نیاز دارند. برعکس، نزدیکی PIV (penis-in-vagina یا آلت تناسلی در واژن) به‌طور قابل اعتمادی منجر به ارگاسم در زنان شناخته نشده‌است. مطالعات نشان داده‌است که زنان در طول نزدیکی PIV بیش از هر عمل جنسی دیگر تظاهر به ارگاسم می‌کنند.
محققان فمینیست «فالومرکزی» شریک جنسی مختلط را عامل اصلی شکاف ارگاسم می‌دانند. مطالعات گوناگون در مورد رفتار و نگرش‌های جنسی به این نتیجه رسیده‌اند که شرکای جنسی مختلط نفوذ PIV و رضایت مردان را در اولویت قرار می‌دهند.